# Saint-Cyr-en-Bourg
Saint-Cyr-en-Bourg är en kommun i departementet Maine-et-Loire i regionen Pays de la Loire i nordvästra Frankrike. Kommunen ligger i kantonen Montreuil-Bellay som tillhör arrondissementet Saumur. År 2018 hade Saint-Cyr-en-Bourg 862 invånare.

## Befolkningsutveckling
Antalet invånare i kommunen Saint-Cyr-en-Bourg
| Referens: INSEE |